# 1. slovenská národní fotbalová liga 1978/1979
V soubojích 10. ročníku 1. slovenské národní fotbalové ligy 1978/79 se utkalo 16 týmů dvoukolovým systémem podzim - jaro.

## Konečná tabulka
Zdroj: 
| Poř. | Tým                           | Z  | V  | R  | P  | VG | OG | B  |
| ---- | ----------------------------- | -- | -- | -- | -- | -- | -- | -- |
| 1.   | Plastika Nitra                | 30 | 20 | 5  | 5  | 65 | 21 | 45 |
| 2.   | ZVL Žilina                    | 30 | 17 | 4  | 9  | 51 | 30 | 38 |
| 3.   | ČH Bratislava                 | 30 | 17 | 3  | 10 | 56 | 39 | 37 |
| 4.   | Chemlon Humenné               | 30 | 14 | 7  | 9  | 42 | 36 | 35 |
| 5.   | Gumárne Púchov                | 30 | 9  | 13 | 8  | 33 | 28 | 31 |
| 6.   | ZŤS Dubnica n/V               | 30 | 9  | 13 | 8  | 26 | 30 | 31 |
| 7.   | BZVIL Ružomberok              | 30 | 12 | 6  | 12 | 27 | 38 | 30 |
| 8.   | Slovenský hodváb Senica       | 30 | 10 | 8  | 12 | 36 | 34 | 28 |
| 9.   | ZVL Považská Bystrica         | 30 | 9  | 9  | 12 | 40 | 41 | 27 |
| 10.  | Lokomotíva Spišská Nová Ves   | 30 | 10 | 7  | 13 | 36 | 42 | 27 |
| 11.  | Slavoj Poľnohospodár Trebišov | 30 | 11 | 5  | 14 | 28 | 40 | 27 |
| 12.  | TJ ZŤS Martin                 | 30 | 10 | 6  | 14 | 33 | 39 | 26 |
| 13.  | Slovan Hlohovec               | 30 | 10 | 6  | 14 | 27 | 44 | 26 |
| 14.  | ZŤS Detva                     | 30 | 7  | 11 | 12 | 27 | 39 | 25 |
| 15.  | Zemplín Vihorlat Michalovce   | 30 | 8  | 9  | 13 | 22 | 36 | 25 |
| 16.  | ZVL Kysucké Nové Mesto        | 30 | 8  | 6  | 16 | 25 | 37 | 22 |

Poznámky
- Z = Odehrané zápasy; V = Vítězství; R = Remízy; P = Prohry; VG = Vstřelené góly; OG = Obdržené góly; B = Body

|  | 1. československá fotbalová liga 1979/80 |
|  | Slovenská fotbalová divize 1979/80       |